# Hettie Jones
Hettie Jones (nata Cohen; Brooklyn, 15 giugno 1934 – Filadelfia, 13 agosto 2024) è stata una scrittrice, poetessa e editrice statunitense legata alla beat generation e conosciuta in particolare per la sua autobiografia How I Became Hettie Jones.
Nel 1957 con Amiri Baraka fondò la rivista letteraria Yugen nella quale riunì i Black Mountain Poets e i poeti della New York School e lanciò la casa editrice Totem Press che tra il 1958 e il 1962 pubblicò tredici opuscoli di autori della beat generation; lavorò anche alla Grove Press e al trimestrale Partisan Review, di cui fu caporedattrice dal 1957 al 1961.
Oltre alla sua autobiografia, How I Became Hettie Jones (1990), scrisse raccolte di poesie, racconti e diversi libri per adolescenti, tra cui The Trees Stand Shining: Poetry of the North American Indians (1971), Big Star Fallin' Mama: Five Women in Black Music (1974) e I Hate to Talk About Your Mother (1979).
Attivista sociale, Hettie Jones prese parte alle lotte per i diritti civili e ai movimenti delle donne; con la sua scrittura e la sua attività didattica in diverse università cercò di sensibilizzare sulla discriminazione razziale e di genere.
Dal 1989 al 2002 diresse un laboratorio di scrittura per i detenuti nella contea di Westchester a Sing Sing e nel carcere femminile di Bedford Hills. Nel 2005 guidò con successo una campagna per salvare il suo condominio di residenza nel Greenwich Village dalla demolizione programmata per costruire un hotel.

## Biografia
Hettie Cohen nacque il 15 giugno 1934 a Brooklyn, New York, da una famiglia ebrea della classe media, i cui progenitori emigrarono dall'Europa orientale; il padre, Oscar Cohen, fu un produttore di espositori pubblicitari.
Crebbe a Laurelton, nel Queens. Nel 1952 entrò al Mary Washington College in Virginia, il college femminile dell'Università della Virginia, dove alle donne non era permesso indossare i pantaloni e ancora vigeva la segregazione razziale; dopo essersi laureata nel 1955 in arte drammatica, scelse la specializzazione alla Columbia University di New York.
Durante gli anni dell'università conobbe per la prima volta l'antisemitismoː "I coinquilini non volevano vivere con me perché ero ebrea. Fu allora che imparai a conoscere i bianchi, e non mi sono mai identificata con loro perché loro non si identificavano con me".

## Carriera
Nell'ottobre del 1955, durante gli studi alla Columbia, per rendersi indipendente dalla famiglia e pagarsi l'affitto di un appartamento, diviso con altre due studentesse, lavorò in una piccola cineteca. Nel 1957 venne assunta come impiegata part-time, per un dollaro all'ora, nella rivista musicale The Record Change, dedicata al jazz, e si trasferì a vivere al Greenwich Village.

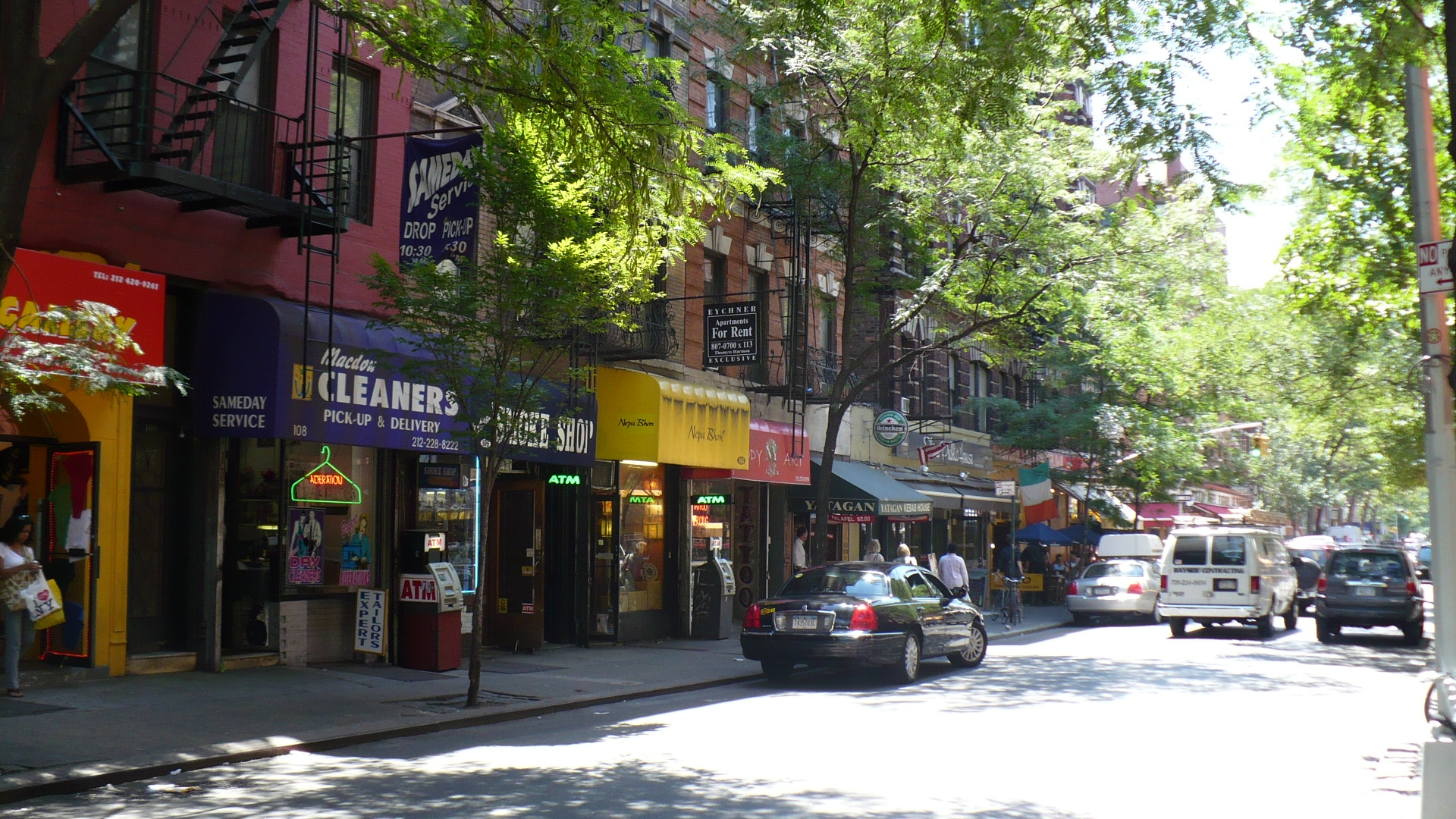
Greenwich Village, New York

Durante il periodo in cui lavorò presso la rivista musicale conobbe e si innamorò dell'allora responsabile delle spedizioni, LeRoi Jones, poeta afroamericano, critico musicale e attivista dei diritti civili, che in seguito assunse il nome di Amiri Baraka. Qualche mese dopo trovò lavoro come responsabile della gestione degli abbonamenti della Partisan Review, un trimestrale newyorkese di sinistra a piccola tiratura su letteratura, politica e commenti culturali.
Nel 1958 Hettie e LeRoi andarono a vivere insieme e, in attesa della prima figlia, il 13 ottobre si sposarono con rito buddhista. La famiglia di Hettie, di stampo conservatore, inizialmente non volle più vederla per aver sposato un uomo di colore; il padre le intimò di divorziare e di abortire, redarguendola che questo matrimonio avrebbe ucciso sua madre. La famiglia di suo marito, invece, la accolse con affetto. Nonostante vivesse nel variegato e multiculturale Lower East Side di Manhattan, la coppia alcune volte venne molestata in pubblico per essere una coppia interrazziale. Negli Stati Uniti nel 1950 in trenta stati vigevano ancora le leggi contro la mescolanza razziale.

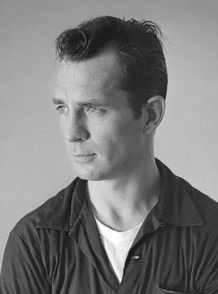
Jack Kerouac, circa 1956

### Attività editoriale
Nel 1957 Hettie e LeRoi fondarono la rivista letteraria Yugen e lanciarono la casa editrice Totem Press, che tra il 1958 e il 1962 pubblicò tredici opuscoli di autori della beat generation; il primo fu This Kind of Bird Flies Backward (1958), la prima raccolta poetica di Diane di Prima, seguito da Watermelons (1959) di Ron Loewinsohn e da altri scritti come Projective Verse (1959) di Charles Olson e The Scripture of the Golden Eternity (1961) di Jack Kerouac.
Le loro amicizie con i principali esponenti della beat generation nacquero durante le letture pubbliche tenute dai poeti "beat" nei locali emergenti del Village, come il Five Spot, il Cedar, il Jazz on the Wagon, il Gaslight. Lì conobbero Gregory Corso, Diane Di Prima, Frank O'Hara e Jack Kerouac, già famoso e criticato autore di On the Road (1951). LeRoi lesse in pubblico, durante questi ritrovi, le poesie di Allen Ginsberg, il cui Howl and Other Poems, pubblicato a San Francisco nell'autunno del 1956 dalla City Lights Bookshop di Lawrence Ferlinghetti, venne sequestrato e processato per oscenità, e scrisse un articolo su Yugen dal titolo The Beat Generation, an Exchange.
Nelle sue memorie Hettie Jones descrisse le donne beat frequentatrici di quei locali, liberate dalle "fragili calze di nylon" e dalle "clip metalliche di una giarrettiera", sostituite dalle "collant antisporco e indistruttibili [...] fatte solo per i ballerini e solo di colore nero".

### Produzione letteraria
(Hettie Jones, Ruby My Dear, in Drive, 1998)
Hettie Jones esitò a lungo prima di pubblicare il proprio lavoro. Joyce Johnson ricordò il "silenzio" di Hettie da giovane scrittrice: "Scrive poesie da sola e non ne fa particolare menzione dicendo a sé stessa che non è abbastanza buona". Nella sua autobiografia, la stessa Jones scrisse del modello di ruolo a cui venne esposta all'epoca, anche all'interno della scena Beat: "Gli uomini avevano poco bisogno di una donna schietta, mi avevano avvertito. Quello che volevo, mi dissero, era sicurezza e mobilità verso l'alto, che avrebbero potuto essere mie se avessi imparato a chiudere la bocca".
Iniziò a scrivere dopo la separazione dal marito, che nel 1965, divenuto uno dei maggiori esponenti del nazionalismo nero, si trasferì a vivere ad Harlem, contribuì a lanciare il Black Arts Movement, l'alleato letterario del movimento Black Power, cambiò il suo nome da LeRoi Jones ad Amiri Baraka e, rinnegando il suo matrimonio con una donna bianca, ruppe i suoi rapporti con Hettie e la sua famiglia.
Hettie e Baraka divorziarono nel 1966 (lui però, ancora da sposato, ebbe un'altra figlia, Dominique di Prima, con la poetessa Diane di Prima), ma lei rimase radicata nella comunità nera al Greenwich Village, dove crebbe le due figlie, continuò a scrivere e lavorare presso case editrici e iniziò a pubblicare i suoi libri.
Il suo primo libro, acquistato ma non pubblicato, era rivolto ai bambini e ricordava il caso di Rosa Parks e del boicottaggio dei bus a Montgomery in Alabama.

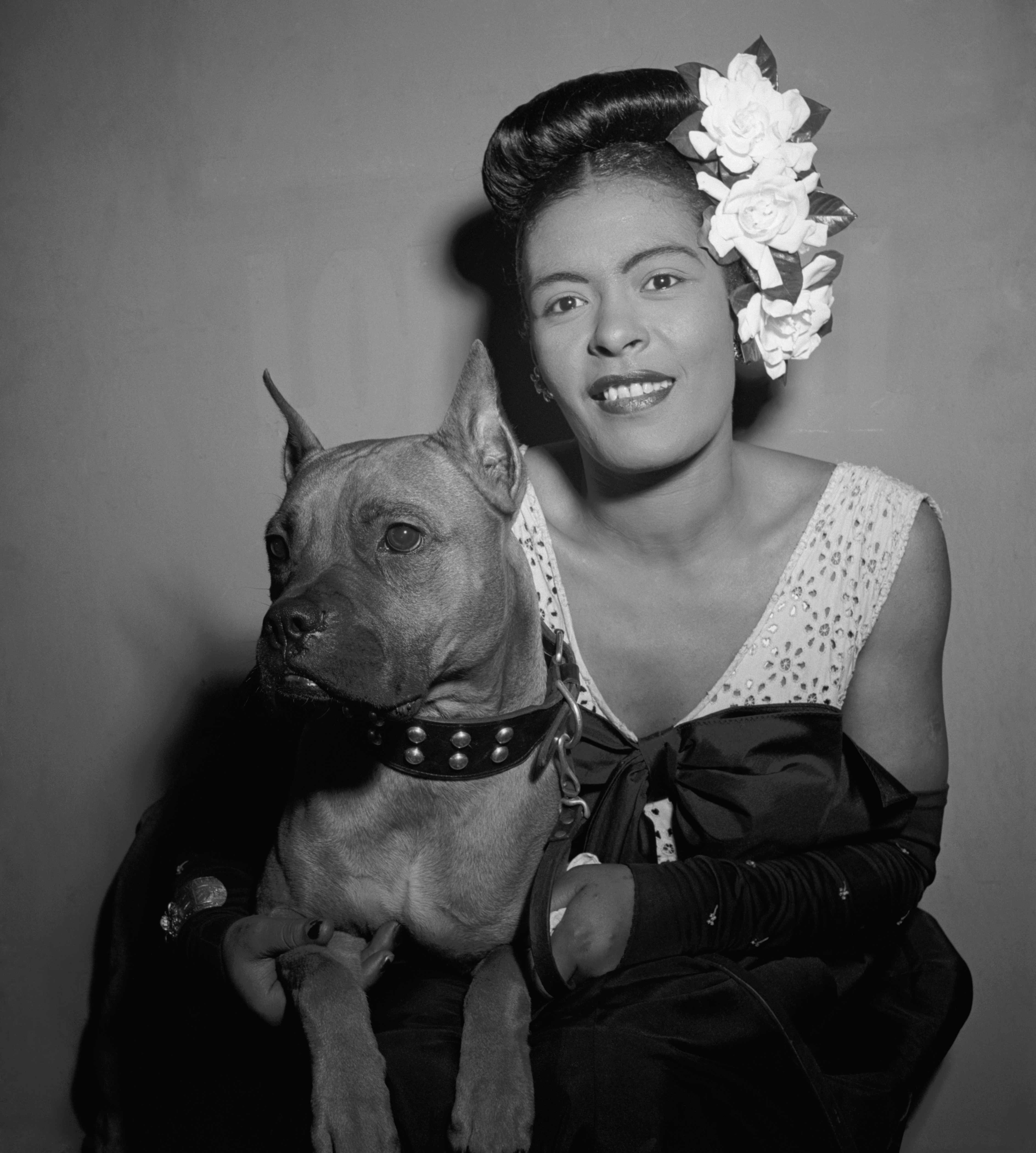
Billie Holiday, c. 1947

Pubblicato nel 1971, il suo secondo libro fu The Trees Stand Shiningː poetry of the North American Indians, una raccolta di poesie dei nativi americani, a cui fece seguito Big Star Fallin' Mama, cinque ritratti di donne cantanti di colore, attive durante un periodo di cambiamento socialeː Ma Rainey, Bessie Smith, Mahalia Jackson, Billie Holiday e Aretha Franklin. Dedicato alla madre del suo ex marito Leroy Jones, venne nominato come uno dei migliori libri per ragazzi del 1974 dalla New York Public Library.
Nel 1990, dopo cinque anni di lavoro, Jones pubblicò le sue memorie, How I Became Hettie Jones, in cui interrogandosi sui diversi motivi e significati attribuiti alla scelta di mantenere il cognome "Jones", avrebbe riflettuto sulla sua posizione di moglie ebrea bianca di un uomo nero e madre di due bambine nere, e delle conseguenze sociali di questa scelta, in un periodo di forti conflitti razziali, cui si sarebbe aggiunta, paradossalmente, la posizione intransigente del marito di rompere con lei ogni rapporto perché "bianca". Raccontò delle sue attività editoriali e del desiderio di scrivere e pubblicare, in una scena in cui "nessuno sapeva cosa avevano fatto le donne coinvolte", riportando aneddoti e squarci di vita del mondo della beat generation di quegli anni, nominando e raccontando le vite di un gran numero di "donne sconosciute o perdute nelle agiografie della cultura Beat maschile", tra cui le poetessa Diane DiPrima e Rochelle Owens, la drammaturga Aishah Rahman, la scultrice Helene Dorn.
Nel 1998 pubblicò la sua prima raccolta di poesie, divisa in quattro parti, Drive, che vinse numerosi premi, tra cui il Norma Faber Award della Poetry Society of America nel 1999. Hettie Jones usò sia per il titolo che per una delle quattro parti della raccolta, The Woman in the Green Car, l'immagine della guida di un'automobile come metafora del controllo ripreso dalle donne sulla propria vita e sulla libertà attesa vivendo il momento e rifiutando i ruoli imposti.
A Drive seguirono alcuni anni dopo altri due volumi di poesie intitolati All Told (2003) e Doing 70 (2007), nei quali l'autrice raccontò, spesso con una vena di comicità, aspetti legati alla quotidianità, alle sue difficoltà e speranze di donna, madre e scrittrice.
Le sue poesie e i suoi racconti apparvero, tra gli altri, su Village Voice, The Washington Post, The Boston Phoenix e Ploughshares. Nell'ambito del suo lavoro presso la US PEN Association, fu una forte sostenitrice della promozione dell'alfabetizzazione attraverso corsi di scrittura nelle carceri statunitensi. Jones insegnò scrittura creativa alla New School University e poesia, narrativa e memorie in molte altre università, tra cui la Penn State University, la New York University (NYU), la 92nd Street Y, l'Università del Wyoming e la Parsons School of Design.

### Morte
Hettie Jones morì a Filadelfia il 13 agosto 2024 all'età di 90 anni.
Il suo archivio venne acquisito nel 2009 dalla Biblioteca della Columbia University. Un archivio comprendente i manoscritti di molti libri, poesie e racconti brevi, editi e inediti, diverse bozze dell'autobiografia How I Became Hettie Jones, la corrispondenza dell'autrice con molti poeti e scrittori chiave della scena letteraria di New York; fotografie, registrazioni, video, materiali relativi alla sua carriera di scrittrice, editor e insegnante in vari college, università e prigioni di New York, nonché documenti della famiglia Cohen dalla fine del XIX secolo, e altri legati all'ex marito LeRoi Jones/Amiri Baraka.

## Vita privata
Jones ebbe due figlie dal suo matrimonio con LeRoi Jones: Kellie Jones (nata nel 1959) e Lisa Jones Brown (nata nel 1961). Entrambe divennero insegnanti e scrittrici.
Jones abitò nello stesso appartamento dell'East Village al 27 di Cooper Square in cui lei e LeRoi si trasferirono nel 1962.

## Opere

### Poesie
- Drive (1998)
- All Told (2003)
- Doing 70 (2007)

### Memorie e lettere
- 1990 - How I became Hettie Jones: A Memoir
- 2016 - Love, H: the letters of Helene Dorn and Hettie Jones

### Libri per bambini e ragazzi
- 1971 - The trees stand shining: poetry of the North American Indians
- 1972 - Coyote Tales
- 1972 - Longhouse Winter. Iroquois Transformation Tales
- 1974 - Big Star Fallin' Mama: Five women in Black music
- 1975 - Living with Wolves
- 1976 - How to Eat Your ABC's: A Book About Vitamins
- 1976 - Forever Young, Forever Free
- 1976 - Mustang Country
- 1976 - You Light Up My Life
- 1979 - I Hate to Talk About Your Mother
- 1979 - In Search of the Castaways
- 1979 - Promises in the Dark
- 1980 - I hate to talk about your mother: a novel
- 1981 - Having Been Her
- 1984 - Missing Sweet Rose

### Altro
- 2004 - No Woman No Cry (scritto con Rita Marley)
- 2007 - From Midnight to Dawn, The Last Tracks of the Underground Railroad (con Jacqueline Tobin)